# Starksia guttata
Starksia guttata е вид лъчеперка от семейство Labrisomidae.

## Разпространение
Видът е разпространен във Венецуела, Сейнт Винсент и Гренадини и Тринидад и Тобаго.